# Сахаров, Владимир Николаевич
Владимир Николаевич Сахаров (род. 5 февраля 1948, Палатка, Тимкинский район, Магаданская область, РСФСР, СССР) — советский футболист, нападающий, полузащитник, мастер спорта (1968).

## Биография
Футболом начал заниматься в пос. 116 км г. Куйбышева в юношеской команде «Нефтяник», первый тренер — Владимир Павлович Гудков. В 1966 году выступал за «Тяжмаш» Сызрань, в 1967 — в «Крыльях Советов» Куйбышев вместе со старшим братом Геннадием, который и порекомендовал Владимира начальнику минского «Динамо» Альберту Денисенко. В «Динамо» Сахаров играл в 1968—1973 годах. Несмотря на частые нарушения режима и пристрастие к алкоголю, был одним из лучших игроков команды и любимцем болельщиков.
С 1971 года играл в молодёжной сборной СССР.
В конце 1973 года был приглашён в московское «Торпедо», однако «Динамо» не хотело его отпускать и, воспользовавшись фактами многочисленных проступков Сахарова, наложило на него дисквалификацию. Ему пришлось играть на первенство ЗИЛа. Выступать за «Торпедо» Сахаров смог только с середины 1975 года и играл за команду до конца карьеры в 1981 году.
В 1975—1976 годах провёл 3 матча и забил 3 гола за олимпийскую сборную и 4 матча — за главную.
Был тренером в Анголе, работал в Управлении футбола Спорткомитета СССР.
В 1985—1988 годах — директор физкультурно-оздоровительного комплекса ЗИЛа. В 1999—2000 годах — начальник отдела РФС по материально-техническому обеспечению сборных команд. В 1997—1998 и 2001—2002 годах — генеральный директор ФК «Торпедо-ЗИЛ».

## Достижения
- Чемпион СССР: 1976 (осень).
- В списке 33 лучших футболистов: 4 раза (1975, 1976 — № 2; 1968, 1977 — № 3).